# Litsea beilschmiediifolia
Litsea beilschmiediifolia H.W.Li – gatunek rośliny z rodziny wawrzynowatych (Lauraceae Juss.). Występuje naturalnie w południowych Chinach – w południowo-wschodniej części Junnanu. 

## Morfologia
PokrójZimozielone drzewo dorastające do 25 m wysokości. Młode pędy są owłosione i mają brązowożółtawą barwę.
LiścieNaprzemianległe. Mają eliptyczny kształt. Mierzą 11–14 cm długości oraz 3,5–5 cm szerokości. Są owosione od spodu. Blaszka liściowa jest o długo spiczastym wierzchołku. Ogonek liściowy jest nagi i dorasta do 20 mm długości.
KwiatySą niepozorne, jednopłciowe, zebrane po 5–6 w baldachy, rozwijają się w kątach pędów. Okwiat jest zbudowany z 6 listków o owalnym kształcie i żółtej barwie. Kwiaty męskie mają 9 pręcików.
OwoceMają kulisty kształt, osiągają 15 mm średnicy, mają czarną barwę.

## Biologia i ekologia
Roślina dwupienna. Rośnie w widnych lasach. Występuje na wysokości od 1700 do 1900 m n.p.m. Kwitnie od kwietnia do maja, natomiast owoce dojrzewają od września do października.